# 大谷光暢
大谷 光暢（おおたに こうちょう、1903年10月1日 - 1993年4月13日）は、明治時代から昭和時代にかけての浄土真宗の僧。法名は「闡如」（せんにょ）。東本願寺第二十四代法主。（のちに門首）真宗大谷派管長。伯爵。

## 生涯
1903年（明治36年）10月1日 、東本願寺第二十三代 彰如の長男として誕生。
1924年（大正13年）5月3日、大谷大学在学中に久邇宮邦彦王の三女で香淳皇后の妹にあたる智子女王と婚姻。
1925年（大正14年）9月、財政問題の責を負って退任した、父・彰如の後を受けて第二十四代法主に就任。
1947年（昭和22年）、妻・智子裏方とともに合唱団「大谷楽苑」を結成する。仏教音楽を用いた教化を推進するなど活躍する。
1949年（昭和24年）、蓮如上人四百五十回御遠忌法要を厳修。
1952年（昭和27年）、夫妻で欧米へ旅行。同年12月27日、ローマ法王ピウス12世に謁見。その際、法王より天皇と皇后の健康、皇室と日本国民の繁栄を祈る旨が伝えられた。帰国後の1953年（昭和28年）3月17日、昭和天皇に拝謁して、法王からのメッセージを伝えている。
1961年（昭和36年）、宗祖親鸞聖人七百回御遠忌法要を厳修。
1969年（昭和44年）4月、「私が兼務している法主・本願寺住職・管長のうち、管長職だけを長男光紹新門に譲る」と発表する（開申事件）。 
開申事件を契機に、教義解釈や宗派運営の方針、財産問題等を巡り、改革派が主導する真宗大谷派内局と対立（お東騒動を参照）。
1981年（昭和56年）6月、光暢を支持する者も少なくなかったが、内局との紛争に敗れ、「真宗大谷派宗憲（宗派の憲法にあたる法規）」が改正され、自身の地位が、宗祖親鸞以来の法統を継承する教団の指導者という絶対的「法主」から、教団全ての僧侶・門徒の代表という実権を持たない象徴的「門首」へと移行される。
教団の主導権を失った後も光暢は、本願寺の伝統に反する行為として、これらの動きを一貫して認めず、門首制移行後は、公式な場に姿を見せることはほとんど無くなる。
1987年（昭和62年）、内局は、宗教法人「本願寺」を法的に解散し、宗教法人「真宗大谷派」に一体化する（宗本一体化）。「本願寺」（通称「東本願寺」）の正式名称は、「真宗本廟」（しんしゅうほんびょう）となる。
1993年（平成5年）4月13日、89歳で示寂。法主（門首）在職期間、67年。
光暢の没後、真宗大谷派第二十五代門首には大谷暢順の長男である当時大学生の大谷業成が就任したが、未成年であった為に、鍵役の大谷演慧（えんねい）が門首代行を務めた。しかし、1996年（平成8年）1月、業成は父暢順、弟・大谷実成と共に大谷派から離脱してしまい、正式に門首継承式を行っていなかったので正式な門首ではない事とされた。そして同年、光暢の三男大谷暢顯（淨如）が大谷派を継承し、正式な真宗大谷派第二十五代門首となった。

## 子女
- 妻：智子女王（久邇宮邦彦王三女） 
  - 大谷光紹（法名：興如。浄土真宗東本願寺派第二十五世法主）
  - 大谷暢順（法名：経如。浄土真宗大谷本願寺派第二十五代法主、本願寺文化興隆財団理事長）
  - 大谷暢顯（法名：淨如。真宗大谷派第二十五代門首）
  - 大谷暢道（のち大谷光道に改名。法名：秀如。真宗東派第二十五代法主）
  - 大賀美都子（日本オペラ協会創立者・総監督の大賀寛に嫁す[4]）